# باگادوگو
باگادوگو شهری در شهرستان کومبیسیری در استان بازگا در بورکینافاسوی مرکزی است و جمعیت آن ۳۷۶ نفر است.